# Цацковка
Цацковка (укр.  Цяцьківка) — село,
Станичненский сельский совет,
Нововодолажский район,
Харьковская область.
Село присоединено к селу Станичное в 1999 году .

## Географическое положение
Село Цацковка находится на расстоянии в 1,5 км от реки Камышеваха.
На расстоянии в 1 км расположено село Станичное.

## История
- 1999 — присоединено к селу Станичное[1].